# Prawie na pewno
Prawie na pewno (p.n.) – określenie zdarzenia zachodzącego z prawdopodobieństwem 1.  Sformułowanie to pojawia się w naturalny sposób np. przy badaniu zagadnień granicznych (zob. prawo wielkich liczb).
W teorii miary w analogicznej sytuacji używa się określenia prawie wszędzie (p.w.).

## Literatura
- Jacek Jakubowski, Rafał Sztencel: Wstęp do teorii prawdopodobieństwa. Warszawa: SCRIPT, 2004. ISBN 83-89716-02-X. Brak numerów stron w książce